# Julian Roosevelt
Pour les articles homonymes, voir Roosevelt.
Julian Kean Roosevelt est un skipper américain né le 14 novembre 1924 à New York et mort le 28 mars 1986 à Glen Cove.

## Biographie
Julian Roosevelt est diplômé de l'université Harvard en 1950.
Il participe à la course de classe Dragon des Jeux olympiques d'été de 1948 à Londres (terminant onzième à bord du Rhythm) et à la course de classe 6 Metre des Jeux olympiques d'été de 1952 à Helsinki (où il remporte avec Emelyn Whiton, Eric Ridder, Everard Endt, John Morgan et Herman Whiton la médaille d'or à bord du Llanoria).